# Олег (князь рыльский)
Олег Мстиславич (умер около 1291) — князь рыльский и воргольский в конце 80-х — начале 90-х годов XIII века, представитель черниговской ветви Рюриковичей. Вместе с Святославом Липовичским выступил против баскака Ахмата, позже поссорился со Святославом и убил его.

## Происхождение
Происхождение Олега точно неизвестно. Возможно, его отцом был Мстислав Святославич.

## Конфликт с Ахматом
Баскак Ахмат, собиравший дань для золотоордынского темника Ногая взял сбор дани на откуп, заранее внеся нужную сумму темнику и начал собирать деньги с населения в более крупном размере. Он также создал две слободы на территории, принадлежащей Олегу Мстиславичу, который на тот момент был князем Воргольским и Рыльским. В слободах стали собираться люди, обогащая своим трудом Ахмата и разбойничая в окрестностях. Это наносило убыток русским князьям.
Недовольный произволом баскака Олег уговорил липецкого князя Святослава Липовичского отправиться в ставку хана Тула-Буги (Телебуги), чтобы рассказать ему о последних событиях. Хан благосклонно отнёсся к просьбе князей и приказал разогнать слободы, а людей отправить на прежние места.
Вернувшись в своё владение, Олег, пользуясь отсутствием Ахмата, разграбил одну из слобод и разогнал людей. Когда об этом узнал Ахмат, он пожаловался на эти действия Ногаю, но обманул его, сказав, что это бунт против всей татарской власти. Результатом этого стало разграбление Курской земли, 13 бояр были казнены на глазах у народа: им отрубили правые руки и головы. Олег бежал под защиту Тула-Буги, Святослав укрылся в воронежских лесах.
После разграбления Ахмат покинул территорию, оставив там двух братьев — баскаков. Однако они не располагали большой силой и Святослав вынудил их бежать в Курск, спустя день население обоих слобод также разбежалось.

## Убийство союзника
Действия Святослава не получили одобрения от Олега, так как он стремился действовать в рамках татарских порядков, в результате чего у союзников произошёл конфликт.

Зачем ты отступил от правды? Зачем возложил имя разбойника на меня и на себя, когда зимой в ночи на слободу ударил разбоем, а ныне на дороге напал? Ведь, брат, знаешь ты законы татарские, да и у нас, христиан, недоброе дело разбой и неправда.
— Олег Мстиславич
Олег пытался убедить Святослава отправиться на суд к Ногаю и Тела-Буге, но он отказался. Олега не удовлетворяла самостоятельность липецкого князя, так как он действовал, не советуясь с ним, а за действия одного из них отвечать должны были оба.
Олег отправился в Орду, и в 1290 году вернулся оттуда с татарским отрядом и убил Святослава.
Однако спустя примерно год брат погибшего, Александр, отправился в Орду с богатыми дарами и вернувшись, убил Олега и его детей.